# Олдржих Чернік
Олдржих Чернік (чеськ. Oldřich Černík; 27 жовтня 1921, Острава — 19 жовтня 1994, Прага) — чехословацький комуністичний діяч, прем'єр-міністр у 1968—1970, один з провідних діячів Празької весни.

## Життєпис
Народився у шахтарській родині, в молодості працював токарем, потім закінчив Вищу школу гірничої справи в Остраві. У 1945 вступив до Комуністичної партії Чехословаччини і з 1949 зайнявся партійною діяльністю. Почергово обіймав посади голови Народних зборів Остравського краю та секретаря Остравського крайового комітету КПЧ. З 1958 — член Центрального комітету КПЧ. У 1960-ті роки — міністр паливно-енергетичної промисловості, заступник прем'єр-міністра, голова Держплану.
У ході Празької весни 8 квітня 1968 призначений прем'єр-міністром, проявив себе обережним, але послідовним прихильником реформ. У серпні 1968 брав участь у переговорах з радянським керівництвом, після радянського вторгнення спочатку зберіг свою посаду за Густава Гусака (восени-взимку того ж року деякий час був також міністром закордонних справ), проте вже 28 січня 1970 був зміщений з неї, а потім виключений з лав КПЧ. Тим не менш, Чернік не втрапив до цілковитої опали, ставши на наступні 20 років заступником директора одного з празьких академічних інститутів.

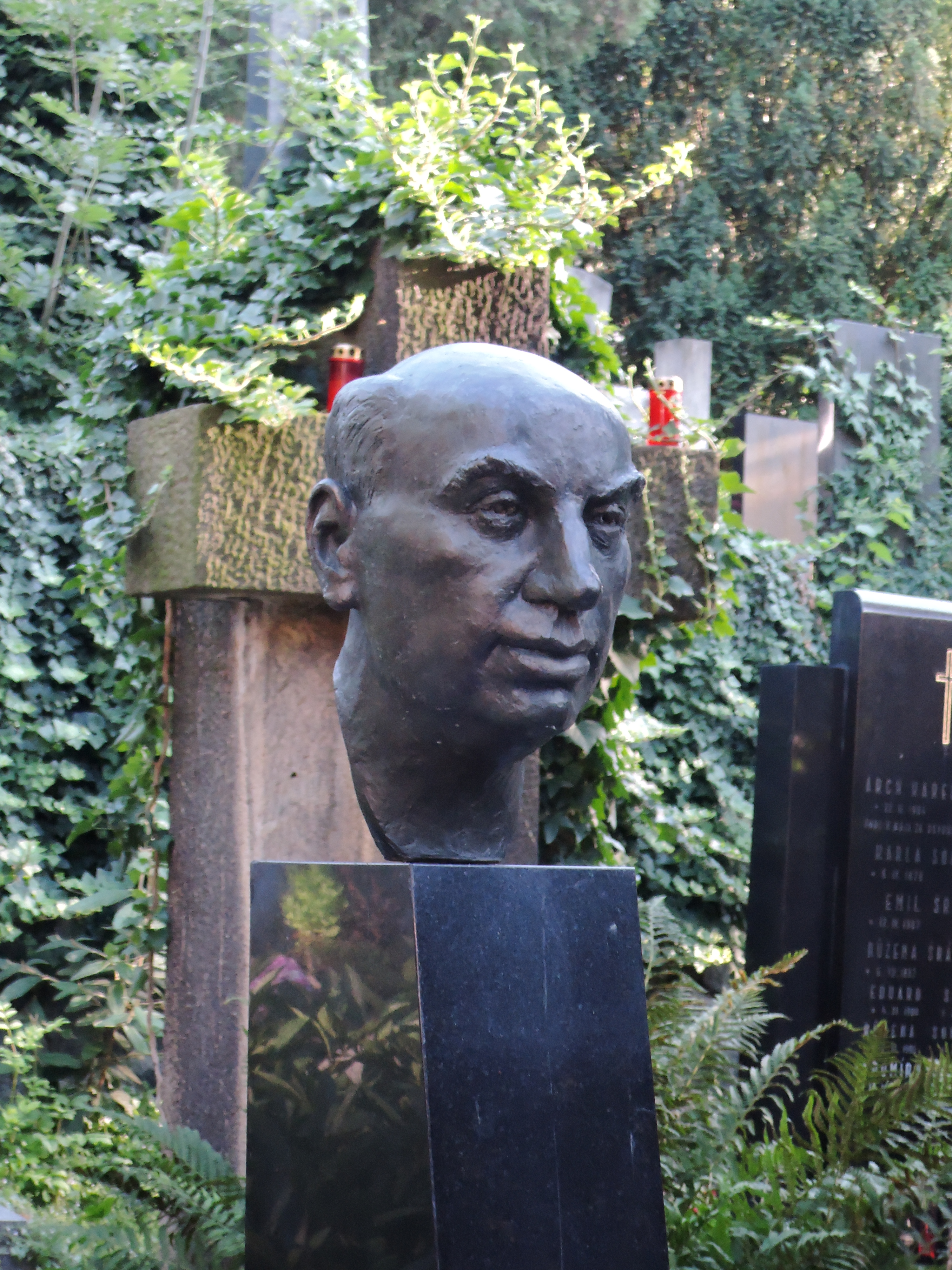
Пам'ятник на могилі

Після Оксамитової революції Чернік зробив спробу повернутися до політики, очоливши Союз міст та сіл, проте не зміг утриматися на цій посаді й остаточно повернувся до приватного життя. Помер від наслідків автокатастрофи.